# Marquesado de Castellmeyá
El marquesado de Castellmeyá es un título nobiliario español, creado, por real despacho expedido el 24 de noviembre de 1716 por el rey Felipe V, a favor de Francisco Junyent y Marimón, que falleció en 1713 sin haber obtenido el real despacho que lo obtuvo su hijo, el II titular del marquesado.
El título le fue concedido por haber ayudado al virrey y capitán general de Cataluña, Francisco de Velasco Tovar, a frenar el desembarco en Barcelona del pretendiente archiduque Carlos de Austria, en mayo de 1704. A sus méritos, se le añadieron además los servicios de su padre, Francisco Junyent y Capila, voluntario en la guerra y sitio de Salses; y de su abuelo, Francisco Junyent y de Pons, gobernador de La Seo de Urgel. El título fue otorgado a consulta del Consejo de Aragón de 5 de marzo de 1705, pero el despacho de nombramiento de esta merced fue expedido once años más tarde, por Real Despacho de fecha 24 de noviembre de 1716, en la cabeza de su hijo, Francisco de Junyent y de Vergós.

## Marqueses de Castellmeyá
|                       | Titular                                      | Periodo               |
| Creación por Felipe V | Creación por Felipe V                        | Creación por Felipe V |
| --------------------- | -------------------------------------------- | --------------------- |
| I                     | Francisco Junyent y Marimón                  | antes de 1713-1713    |
| II                    | Francisco de Junyent y de Vergós             | 1716-1735             |
| III                   | José de Amat y Junyent                       | 1736-1777             |
| IV                    | Cayetano de Amat y Rocabertí                 | 1777-1792             |
| V                     | Manuel Cayetano de Amat y Peguera            | 1794-1846             |
| VI                    | Cayetano María de Amat y Amat                | 1846-1869             |
| VII                   | Joaquín de Cárcer y de Amat                  | 1869-1923             |
| VIII                  | María de los Dolores de Cárcer y de Ros      | 1923-1939             |
| IX                    | Salvador de Vilallonga y de Cárcer           | 1940-1974             |
| X                     | María Antonia de Vilallonga y Cabeza de Vaca | 1979-2013             |

## Historia de los marqueses de Castellmeyá
- Francisco Junyent y Marimón (m. 19 de febrero de 1713[2]), I marqués de Castellmeyá.[4] Era hijo de Francisco de Junyent y Pons, señor de Puigvert.[4]

Casó en primeras nupcias con Ana de Vergós y de Bellafilla y en segundas con María Teresa de Agulló-Pinós-Fenollet y de Sagarriga, IV marquesa de Gironella. Le sucedió su hijo del primer matrimonio, quien obtuvo el real despacho en 1716:
- Francisco de Junyent y de Vergós (m. 5 de septiembre de 1735), II marqués de Castellmeyá.[5][6][2]

Casó con Teresa de Agulló, sin descendencia.  Le sucedió su sobrino carnal, hijo de su hermana, María Ana Junyent y Vergós, y de su esposo, José de Amat y de Planella, I marqués de Castelbell:
- José de Amat y Junyent (m. 1777), III marqués de Castellmeyá[5] y II marqués de Castellbell.[8]

Casó con Ana de Rocabertí y Descatllar. Le sucedió su hijo:
- Cayetano de Amat y Rocabertí (m. 1792), IV marqués de Castellmeyá[5] y III marqués de Castellbell.[8]

Casó en primeras nupcias con Eulalia de Cruilles y Rocabertí (m. 1775). Contrajo un segundo matrimonio con María Antonia de Peguera y Armengol. Le sucedió, de su segundo matrimonio, su hijo:
- Manuel Cayetano de Amat y Peguera (1777-1846), V marqués de Castellmeyá[5] y IV marqués de Castellbell.[8]

Casó. el 11 de diciembre de 1798, con su prima hermana Escolástica de Amat y Amat. Le sucedió su hijo:
- Cayetano María de Amat y Amat /(m. 1868), VI marqués de Castellmeyá,[5] V marqués de Castellbell,[8] IV barón de Maldá y Maldanell.

Sin descendientes. Le sucedió su sobrino:
- Joaquín de Cárcer de Amat y Junyent (1835-12 de septiembre de 1923), VII marqués de Castellmeyá,[5] VI marqués de Castellbell,[8] barón de Pau, barón de Talamanca.

Casó con María de la Concepción Oriola y Cortada. Sin descendientes. Le sucedió su sobrina, en 8 de mayo de 1924, hija de José de Cárcer de Amat, IV barón de Maldá y Maldanell (1836-1905), y de su esposa Joséfa María de Ros y de Cárcer (1841-1892).
- María de los Dolores de Cárcer y de Ros (1867-7 de enero de 1939), VIII marquesa de Castellmeyá,[2] VII marquesa de Castellbell, grande de España,[8] VI baronesa de Maldá y Maldanell.

Casó, el 5 de junio de 1887, con Luis de Vilallonga y Sentmenat, barón de Segur. Le sucedió su hijo:
- Salvador de Vilallonga y de Cárcer (8 de octubre de 1891[2]-25 de febrero de 1974), IX marqués de Castellmeyá, VIII marqués de Castellbell, grande de España,[8] VII barón de Maldá y Maldanell, II barón de Segur, gentilhombre grande de España con ejercicio y servidumbre del rey Alfonso XIII.

Casó, el 30 de abril de 1919, en Madrid, con María del Carmen Cabeza de Vaca y Carvajal, hija de Vicente Cabeza de Vaca y Fernández de Córdoba, VI marqués de Portago y de Ángela Carvajal y Jiménez de Molina, XI condesa de la Mejorada. En 1979, por distribución, le sucedió su hija:
- María Antonia de Vilallonga y Cabeza de Vaca (m. Barcelona, 8 de noviembre de 2013[10]), X marquesa de Castellmeyá.[a] La rehabilitación del título ha sido solicitada por José Luis de Carranza y Vilallonga[12] y por su sobrino, Alfonso de Vilallonga Serra,[13] IV barón de Segur y IX barón de Maldá y Maldanell.